# Władysław Czartoryski
Pour les autres membres de la famille, voir Famille Czartoryski.
Władysław Czartoryski, armoiries Pogoń Litewska né le 3 juillet 1828 à Varsovie et mort le 23 juin 1894 à Boulogne-sur-Seine, est un prince, diplomate et patriote polonais ainsi qu'un important collectionneur d'œuvres d'art, mécène et fondateur du Musée Czartoryski de Cracovie.

## Biographie
Władysław Czartoryski est le fils de la princesse Anna Czartoryska née Sapieha et d'Adam Czartoryski, ministre des Affaires étrangères du tsar Alexandre Ier et le chef du gouvernement insurrectionnel polonais en 1830-1831. Après l’écrasement du mouvement par l’armée russe et la répression qui se déchaîne, son père ayant joué un rôle de premier plan dans le soulèvement est condamné à mort par contumace en 1831 et se réfugie en Angleterre puis à Paris. La famille vit d'abord rue du Faubourg-du-Roule (1834-1843), puis à l'hôtel Lambert. En exil, le prince tente d’intéresser à la cause de l'indépendance polonaise le pouvoir britannique, puis Louis-Philippe roi des Français. Dans l’attente d’une aide qui ne viendra pas, il reconstitue à Paris, sinon un véritable gouvernement, du moins une cour qui fait de lui une sorte de souverain sans couronne. Situé à la pointe de l’Ile Saint-Louis, l'hôtel Lambert, rénové à grands frais par les Czartoryski, brille de mille feux avec ses fêtes et devient le premier centre mondain et politique de l'émigration polonaise en France, très couru de tout Paris. Le Parti de l'Hôtel Lambert rassemble surtout la fraction libérale-aristocratique de l'émigration polonaise. 
En 1848, le jeune prince Władysław s'engage officiellement aux côtés de son père pour la cause polonaise et l'aide dans ses activités politiques. Lors de la guerre de Crimée en 1855, il travaille à l'organisation de formations polonaises à Istanbul afin de lutter contre la Russie impériale. 
Le 1er mars 1855, le prince épouse à La Malmaison, près de Paris, María Amparo Muñoz y Borbón (es), comtesse de Vista Alegre (1834-1864), fille morganatique de la reine Marie-Christine d’Espagne et de son second époux Augustin Fernandez Muñoz, duc de Riansares. Leur fils August deviendra prêtre salésien béatifié par l’Église catholique en 2004. 
Après la mort de son père en 1861, le prince Czartoryski poursuit ses activités diplomatiques afin de maintenir vivante la question polonaise dans les chancelleries européennes. Il est également le gardien de nombreuses organisations polonaises crées par son père en exil dont la Société historique et littéraire et la Bibliothèque polonaise, toujours en activité de nos jours. Les Polonais en exil forcé veulent montrer à leurs contemporains que si la Russie avait réprimé l’insurrection et gagné la guerre contre l’indépendance polonaise, elle n’avait pas tué la Pologne.  
Pendant l'insurrection polonaise de 1863, le prince agit en accord avec la Direction des Blancs dans le pays et développe une vaste campagne diplomatique pro-polonaise dans la plupart des pays européens afin d'obtenir une aide militaire. Il est le principal agent diplomatique du Gouvernement national révolutionnaire polonais (Rząd Narodowy) auprès des gouvernements français, britannique, italien, suédois et turc. Il est partisan de la coopération franco-autrichienne contre la Russie et la Prusse. 
La défaite de cette insurrection et la répression sanglante qui s'ensuit marque cependant un tournant dans l'histoire du Royaume de Pologne et de l'émigration polonaise. L'espoir d'une libération devient une perspective très lointaine.
En 1868, il crée l'agence de presse et le journal Correspondance du Nord-Est. En 1870, il exhorte sans succès l'Autriche-Hongrie et la Turquie à unir leurs forces contre la Russie. 
Après la chute du soulèvement, ses activités du prince se concentrent davantage sur la construction d'institutions culturelles polonaises. Il se consacre donc de plus en plus à son immense collection d’art composée de peintures, de sculptures et d’antiquités. Il est intéressé notamment par l'art égyptien qu’il acquiert dans les salles de ventes parisiennes ou directement en Égypte. En 1865, la famille Czartoryski dans une « salle polonaise » au Palais de l’Industrie expose les collections d'Izabela Czartoryska de Puławy importées en France et conservées à l’hôtel Lambert. 
Le prince fait don d'objets d'art à la Bibliothèque polonaise de Paris, de pièces archéologiques à l'université Jagellonne. En 1871, il offre d'autres objets au Musée national polonais à Rapperswil, en Suisse.
Le 15 janvier 1872 à Chantilly, le prince épouse en secondes noces la princesse Marguerite d'Orléans , fille aînée de Louis d’Orléans, duc de Nemours, et de son épouse Victoire de Saxe-Cobourg-Kohary. Le couple a deux enfants Adam et Witold.

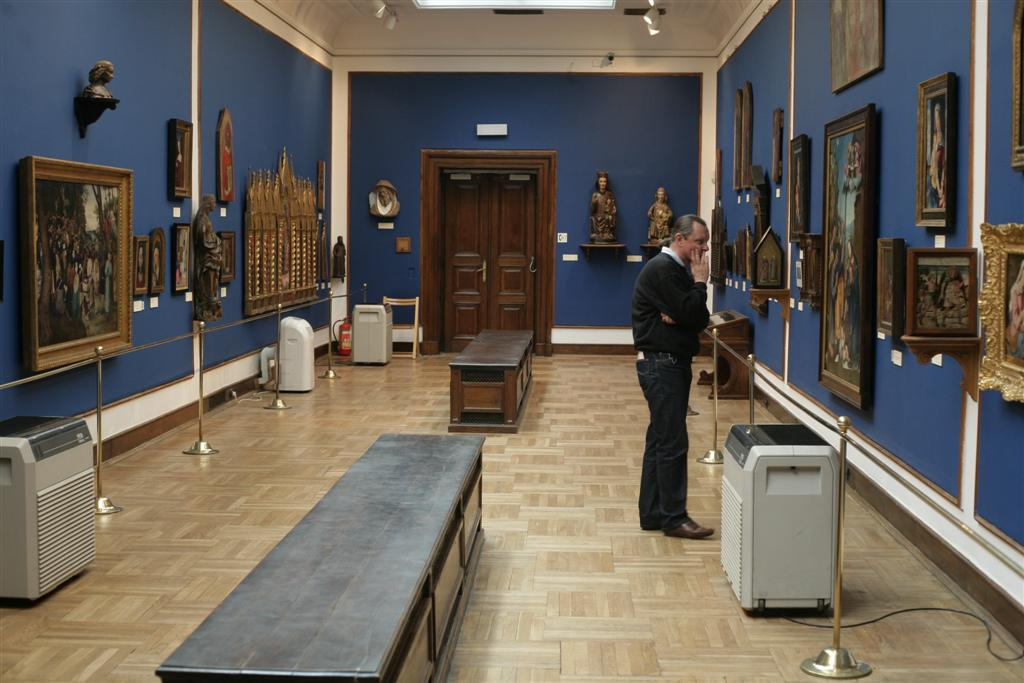
Musée Czartoryski

En mars 1873, le prince Czartoryski décidé de quitter Paris pour Cracovie et de mettre ainsi fin à l'activité du célèbre Hôtel Lambert. 
En 1878, le prince inaugure le Musée Czartoryski, aménagé dans l'ancien arsenal municipal que les autorités de Cracovie ont mis à sa disposition, ainsi que dans plusieurs maisons adjacentes achetées par le prince. Pour les services rendus à la ville, le conseil municipal décerne au prince le titre de citoyen d'honneur de Cracovie. 
Après sa mort à Boulogne-sur-Seine, le prince est inhumé dans la crypte familiale de Sieniawa. C'est lui même qui fut le fondateur et initiateur de cette nécropole familiale. Il y a fait venir les cendres sa grand-mère Izabela Czartoryska,  son père Adam Jerzy Czartoryski et sa sœur Anna Maria Wirtemberska.